# Ochna manikensis
Ochna manikensis là một loài thực vật có hoa trong họ Ochnaceae. Loài này được De Wild. mô tả khoa học đầu tiên năm 1919.